# ميشال سوماري
ميشال سوماري (9 أبريل 1936 - 26 فبراير 2021) سياسي من بابوا غينيا الجديدة. يُطلق عليه على نطاق واسع "أب الأمة"، وكان أول رئيس وزراء بعد الاستقلال. في وقت وفاته كان سوماري أيضًا رئيس الوزراء الأطول خدمة، حيث شغل المنصب لمدة 17 عامًا على مدار ثلاث فترات منفصلة: من 1975 إلى 1980، من 1982 إلى 1985، ومن عام 2002 إلى عام 2011. امتدت مسيرته السياسية من عام 1968 حتى تقاعده في عام 2017. إلى جانب عمله كرئيس للوزراء كان وزير الخارجية وزعيم المعارضة وحاكم شرق سيبيك.
شغل عدة مناصب. لم تكن قاعدته في الأساس من الأحزاب السياسية ولكن في مقاطعة شرق سيبيك المنطقة التي انتخبه. خلال مسيرته السياسية كان عضوًا في مجلس النواب وبعد الاستقلال في عام 1975 كان البرلمان الوطني لمقاطعة شرق سيبيك المقعد المفتوح لاحقًا. كان أول رئيس وزراء في نهاية الحكم الاستعماري. بعد ذلك أصبح أول رئيس للوزراء بعد الاستقلال من 1975 إلى 1980. وعاد إلى منصب رئيس الوزراء من 1982 إلى 1985، وكانت أطول فترة قضاها في هذا المنصب من 2002 إلى 2011. كما شغل منصب وزير في مجلس الوزراء: كان وزيرًا الشؤون الخارجية من 1988 إلى 1992، من 1999 إلى 2001 كان فيما بعد وزير الخارجية ووزير التعدين ووزير بوغانفيل ووزير الخارجية وشؤون بوغانفيل. كان زعيم المعارضة من 1980 إلى 1982، وظل في هذا المنصب من 1985 إلى 1988 وأخيراً من 2001 إلى 2002. عندما تم إنشاء منصب الحاكم السياسي الجديد كرئيس للإدارة الإقليمية والنائب التمثيلي في عام 1995 تولى سوماري فريق العمل. كان حاكم شرق سيبيك من عام 1995 حتى عام 1999. بعد الانتخابات الأخيرة التي خاضها أصبح مرة أخرى حاكمًا لشرق سيبيك (2012 - 2016). كان أحد الأعضاء المؤسسين لحزب بانغو الذي قاد بابوا غينيا الجديدة إلى الاستقلال في عام 1975. استقال من حزب بانغو وأصبح مستقلاً في عام 1988. وعاد إلى حزب بانغو في عام 1994 لكنه أقيل من منصبه كزعيم في العام التالي. ثم طُلب منه الانضمام وقيادة حزب التحالف الوطني. في عام 2017 ترك السياسة وكذلك حزب التحالف الوطني.
بينما كان سوماري في مارس 2011 في المستشفى في سنغافورة، أعلن غالبية البرلمانيين أن منصب رئيس الوزراء شاغر. كان بيتر أونيل رئيس الوزراء الجديد. كان هذا محل خلاف. في 12 ديسمبر 2011 أمرت المحكمة العليا في بابوا غينيا الجديدة بإعادة سوماري كرئيس للوزراء، وحكمت بأن أونيل لم يتم تعيينه بشكل قانوني. أدى هذا الحدث إلى اندلاع الأزمة الدستورية في بابوا غينيا الجديدة 2011-2012. بعد فوز حاسم لأونيل في الانتخابات العامة لعام 2012 أعرب سوماري عن دعمه له، وبالتالي إنهاء الأزمة وتشكيل حكومة ائتلافية. لكن هذه الهدنة لم تدم. عندما أعلن سوماري خروجه من السياسة، شن هجومًا عنيفًا على أونيل.